# András Littay
András Littay (Szabadka, 15 agosto 1884 – Melbourne, 21 luglio 1967) è stato un generale ungherese attivo durante il periodo interbellico e la prima parte della seconda guerra mondiale.

## Biografia
Nato come András Lichteneckert in una famiglia borghese di Szabadka nell'allora Austria-Ungheria (oggi Subotica in Serbia), entrò nell'Imperiale e regio esercito austro-ungarico nel 1902 frequentando per tre anni la prestigiosa Accademia militare Ludovica di Budapest come allievo ufficiale; tra il 1909 e il 1911 portò a termine un ciclo di studi presso la Scuola per ufficiali di stato maggiore. Con il grado di capitano di fanteria prese quindi parte alla prima guerra mondiale.
Dopo la conclusione del conflitto mondiale, assunto il cognome ungherese di Littay, prestò servizio nelle forze armate della neo-costituita Repubblica Sovietica Ungherese, anche se più per fedeltà patriottica alla sua nazione piuttosto che per adesione agli ideali comunisti del nuovo governo ungherese; durante questo periodo, ricoprì l'incarico di quartiermastro dell'esercito ungherese. Abbattuta la Repubblica sovietica e costituitosi il nuovo Regno d'Ungheria, Littay entrò nel ricostituito Regio esercito ungherese: promosso maggiore nel 1919 e tenente colonnello nel 1921, servì come ufficiale di stato maggiore al Ministero della Difesa di Budapest; nel 1925, promosso colonnello, insegnò presso l'Accademia dello stato maggiore ungherese. Tornato al Ministero della Difesa nel 1926, diresse il dipartimento per l'addestramento militare fino al 1930 quando ottenne un incarico sul campo, quello di ufficiale comandante del 2º Reggimento fanteria. Tra il 1931 e il 1935 Littay ebbe quindi incarichi di comando in seno alla 3ª e alla 4ª Brigata mista, ottenendo una promozione al grado di maggior generale il 1º novembre 1934.
Dal maggio 1935 Littay fu ufficiale comandante dell'Accademia militare ungherese, incarico che mantenne fino all'ottobre 1936 quando tornò a un comando campale, quello della 7ª Brigata mista di stanza a Miskolc; nel novembre 1937 fu promosso al grado di tenente generale. Nell'ottobre 1938, nell'ambito di un più vasto piano di riarmo ed espansione del Regio esercito ungherese, la 7ª Brigata ungherese fu elevata al rango di VII Corpo d'armata, di cui Littay assunse il comando. Nel marzo 1939 il VII Corpo d'armata fu coinvolto nelle operazioni belliche intraprese dall'Ungheria contro la Seconda Repubblica cecoslovacca, ormai in fase di dissoluzione: Littay guidò quindi l'invasione ungherese dell'Ucraina carpatica tra il 15 e il 18 marzo, per poi comandare le forze ungheresi durante la breve guerra slovacco-ungherese del 23-26 marzo seguenti.
Littay lasciò il comando del VII Corpo d'armata nel marzo 1940, quando fu chiamato in forza al ricostituito alto comando del Regio esercito ungherese: divenne quindi vice capo di stato maggiore generale e, conseguentemente, vice comandante in capo dell'Esercito. Promosso generale di fanteria nel settembre 1940, Littay passò nel febbraio 1941 a dirigere l'ufficio per le forze aeree presso il Ministero della Difesa, divenendo in pratica il comandante in capo dell'aviazione militare ungherese (Magyar légierő); nel settembre 1941, infine, divenne vice ministro della difesa, incarico che mantenne fino al novembre 1942. Littay si ritirò infine dal servizio attivo nel maggio 1943 per raggiunti limiti di età; dopo la seconda guerra mondiale emigrò in Australia, morendo infine a Melbourne il 21 luglio 1967 all'età di 82 anni.